# Вехтер, Эберхард фон
Эберхард Георг Фридрих фон Вехтер (нем. Eberhard Georg Friedrich von Wächter; 28 февраля 1762, Балинген, Баден-Вюртемберг — 14 августа 1852, Штутгарт) — немецкий художник. Один из выдающихся живопись живописцев немецкого неоклассицизма.

## Биография
Эберхард фон Вехтер был сыном Фридриха Кристофа Вехтера, главного магистрата (городского судьи), впоследствии тайного советника и директора консистории, и Сибиллы Реджины, урождённой Харпрехт. В 1781—1783 годах посещал художественное отделение Высшей Карловой школы (Hohen Karlsschule) в Штутгарте, затем продолжил образование самостоятельно. С 1785 по 1792 год учился живописи частным образом у Жана-Батиста Реньо, Жака Луи Давида и Антуана-Жана Гро в Париже.
В 1792 году Эберхард фон Вехтер отправился в Италию, где встретил в Риме, среди прочих, Асмуса Якоба Карстенса и Йозефа Антона Коха. В 1808 году переехал в Вену, где он работал в качестве иллюстратора в издательстве Cottasche. В 1808 году вернулся в Штутгарт, где с 1810 по 1817 год был хранителем королевского кабинета гравюр на меди.
Эберхард фон Вехтер на раннем этапе своего творчества испытал влияние Никола Пуссена и Жака Луи Давида. Затем он выработал собственный стиль неоклассицизма, более академичный, чем у его коллег. Сюжеты картин Вехтера, как правило, основаны на античных и библейских мотивах. Одна из его наиболее известных работ — «Иов и его друзья», созданная между 1797 и 1824 годами, хранится в Государственной галерее Штутгарта.
В 1831 году Эберхард фон Вехтер, получив дворянский титул, был награжден Рыцарским крестом ордена Вюртембергской короны. Город Штутгарт в 1873 году назвал в его честь улицу: Вехтерштрассе (Wächterstraße).

## Галерея
- Иов и его друзья. 1797–1824. Холст, масло. Государственная галерея, Штутгарт
- Признание Велизария. Ок. 1850. Холст, масло. Частное собрание
- Геркулес и муза. Ок. 1808. Холст, масло. Местонахождение неизвестно
- Возвращение Телемаха. 1804. Холст, масло. Старая национальная галерея, Берлин